# A magyar állam tulajdonában álló műemlékek listája Győr-Moson-Sopron vármegyében
Az alábbi lista a Győr-Moson-Sopron vármegyében található, magyar állam tulajdonában álló, országos műemléki védettségű ingatlanokat tartalmazza.
 Az alábbi műemléki lista a Magyar Nemzeti Vagyonkezelő Zrt. nyilvántartásának 2013. szeptemberi állapotán alapul, az oldal tartalma csupán tájékoztató jellegű! Az országos műemléki nyilvántartás közhiteles forrása a Lechner Lajos Tudásközpont.
|  | Bővebben: Esterházy-kastély (Fertőd) |

|  | Bővebben: Püspöki kastély (Fertőrákos) |

|  | Bővebben: Xántus János Múzeum |

|  | Bővebben: Mosonmagyaróvári vár |

|  | Bővebben: Széchenyi-kastély (Nagycenk) |

|  | Bővebben: Fabricius-ház |

|  | Bővebben: Storno-ház |

|  | Bővebben: Központi Bányászati Múzeum |

|  | Bővebben: Soproni ózsinagóga |

|  | Bővebben: Ikva |